# زينة الداودية
هند الحنوني (من مواليد سنة 1979) بالدار البيضاء في المغرب، هي مغنية شعبية مغربية شهيرة، تعتبر من أهم المغنين الشعبيين في المغرب، كما تلقب أيضا بعدة أسماء فنية منها شابّة زينة أو زينة الداودية.

## حياتها الشخصية
عاشت زينة الداودية في كنف أسرة بسيطة في حي شعبي من أحياء مدينة الدار البيضاء حيث تعتبر البنت الوسطى لعائلة مكونة من عدة أشقاء، ومنذ الصغر أظهرت الداودية ولعاً وعشقاً كبيراً بالرياضة والغناء، خاصة رياضة كرة القدم، فٱنضمّت إلى الفريق الوطني المغربي للإناث، إلا أنّ تعلقها بالغناء والفن الشعبي صرفها عن الرياضة. فبدأت مسيرتها الفنية في سن التاسعة من العمر حيث ٱكتشفت موهبتها الصوتية داخل محيطها الأسري خاصة خلال أنشطتها المدرسية، من خلال تجويد القرآن الكريم والمشاركة في الحفلات المدرسية.
تزوجت زينة الداودية سنة 2011 من رجل أعمال مغربي يدعى عزيز جرلمان بعد سنوات من صداقة تحولت إلى حب.[بحاجة لمصدر]

## بدايتها الفنية
تشبعت مثل غيرها من مطربي جيلها بفن الراي الجزائري، ما حدى بها لنهجه كأسلوب غنائي فآختارت لنفسها ٱسم الشابة زينة لكنّها لم تلقَ الشهرة التي كانت تطمح إليها رغم نجاح أغانيها وخاصة أغنية لا يا أمل مع مطرب الراي حسان الشهير بلقب «الشاب نوفل»، لتغير الوجهة بعدها نحو الفن الشعبي المغربي «العيطة» بٱسم زينة الداودية حيث تعلّمت العزف وببراعة على آلة «الكمان» والبيانو. ما لفت أنظار الجماهير المغربية المتعطشة لهذا اللون الغنائي الشعبي، خاصة وأنها تعتبر أول امرأة شيخة تتقن العزف على تلك الآلة ما أهلها أن تصبح ندا لقرائنها من المغنين الشعبيين الرجال أمثال الفنان عبد العزيز الستاتي والفنان الرائد عبد الله الداودي، لتصبح وفي وقت قصير من أشهر الفنانين الشعبيين المغاربة خاصة والفنانات العربيات عامة.
تعتبر الداودية من أجمل وأقوى المغنيات المغربيات اللواتي يحضون بٱحترام وتقدير الجمهور، ماجعلها تكتسب شهرة وشعبية كبيرة حيث أحيت العديد من الحفلات والمهرجانات في العديد من بلدان العالم كالمغرب، فرنسا، إسبانيا، إيطاليا، كندا، ألمانيا، بلجيكا، الجزائر، الإمارات العربية المتحدة، قطر إلخ... عرفت جلها إقبالاً منقطع النظير بحيث نظمت سنة 2009 سهرة بالإمارات العربية المتحدة فنفدت كل تذاكر الحفل التي حدد ثمنها في 3000 يورو ماجعل منظمي الحفل يقيمون حفلا آخر في اليوم الموالي.
إمرأة فاتنة، قوية الشخصية، تجيد العزف والرقص والغناء، بأسلوب متألق يتميز بالرقي إضافة لصوتها القوي الذي يخول لها إتقان عدة ألوان غنائية كالراي الجزائري والشعبي المغربي مروراً بالغناء العصري.
وإضافة لعملها كمغنية شعبية فهي كذلك رئيسة أحد الأندية النسوية ما خول لها تمثيل المغرب في عدة محافل دولية رفقة نخبة من الجمعيات النسائية..وزيرات..برلمانيات..رياضيات..قاضيات...

## الإصدارات الغنائية

### ألبومات
- البوم الخير في الله 2013
- جيني كود 2012
- اللي احترمنا نحتارموه 2011
- زينه 2010 2010
- لقيت لبغيت 2010
- كلشي ديال الله 2009
- أوركسترا الداودية مع شيخات السطات

### أغانى فردية
- دوزلي بنتي
- كنحماق عليك
- لا يا امال
- نتوما حبابي
- وين نروح
- ياجلول
- يفرحولي
- راح الليل راح
- اعطيني صاكي 2015
- ضميت الكاس - الراي
- شدي ولدك عليا
- روندي فو – 2016
- سيدتي - 2017

### دويتو
- موس ماهر 2013
- أسماء المنور
- أغنية حنينة شابة مع محمد لمين 2010
- أغنية لالا يا امال مع الشاب نوفل

## في التلفزيون
• قدمت عدة سهرات مباشرة أو منقولة في القنوات المغربية والمغاربية.
• قدمت إشهار عصير البرتقال  سنة 2011
• قامت بغناء شارة السلسلة المغربية الكوميدية ياك حنا جيران (مسلسل)
قدمت أغاني في أفلام أمريكية ودولية مشهورة

## مشاريع غنائية مستقبلية
بعد نجاح التجربة التركية قررت زينة الداودية خوض تجربة ديويتو في الهند وديويتو مع الشابة الزهوانية....

## حفلات ومهرجانات

### مهرجانات وطنيةبالمغرب
- الرباط: مهرجان موازين إيقاعات العالم
- أكادير: مهرجان تيميتار [3]
- وجدة: مهرجان الراي وجدة
- ورزازات: مهرجان ورزازات

### مهرجانات دولية
- قطر: مهرجان ربيع سوق واقف 2016 [4]، [5]
- الجزائر: مهرجان وهران لخمسينية الاستقلال [6]
- هولندا: حفل جماهيري ضخم في هولندا [7]

## وصلات خارجية
- إشهار داودية
- البومات زينة الداودية
- البوم زينة الداودية 2013
- زينة الداودية - منوعات غنائية
- الشابة الداودية تغني من وهران الجزائرية لأجل فتح الحدود وتصرح لفاس بريس: أنا مع الشعب لا حدود لي
- السيرة
- غناء الداودية لسلسلة ياك حنا جيران
- وفاة الشاب نوفل صاحب«لا لا يا أمل»
- سيرة عن حياة فيروز الأطلس بقلم صالح اهضير